# Durazno
Departementet Durazno (Departamento de Durazno) är ett av Uruguays 19 departement.

## Geografi
Durazno har en yta på cirka 11 643 km² med cirka 59 000 invånare. Befolkningstätheten är 5 invånare/km². Departementet ligger i Región Centro-Sur (Central-syd regionen).
Huvudorten är Durazno med cirka 30 500 invånare.

## Förvaltning
Departementet förvaltas av en Intendencia Municipal (stadsförvaltning) som leds av en Intendente (intendent), ISO 3166-2-koden är "UY-DU".
Departementet är underdelad i municipios (kommuner).
Durazno inrättades den 27 augusti 1828 som 1 av de ursprungliga 9 departementen.